# Dea Loher

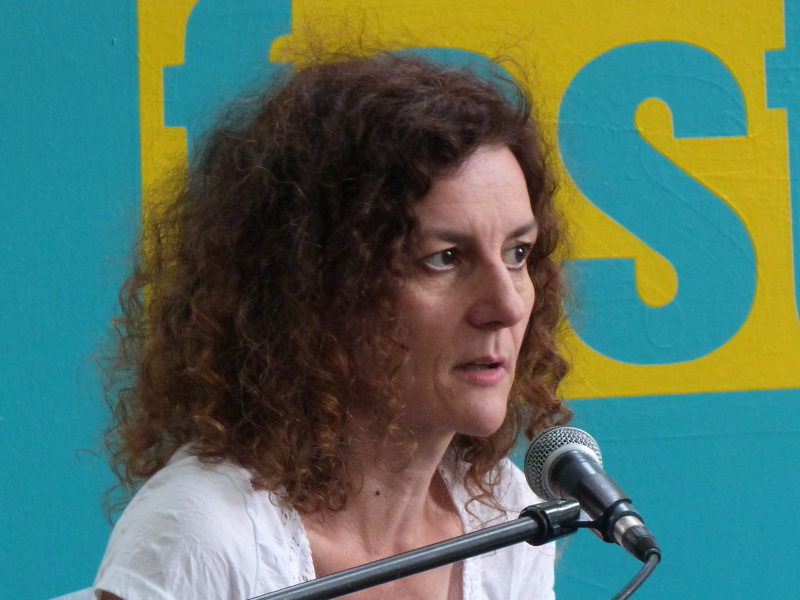
Loher in 2012

Dea Loher (Traunstein, 20 april 1964) is een Duitse toneelschrijfster.

## Biografische schets
Ze studeerde germanistiek en filosofie aan de Ludwig-Maximilians Universiteit in München. Tegenwoordig werkt en woont Loher in Berlijn.
Een bekend theaterstuk van Loher is Unschuld. In seizoen 2007-2008 werd dit werk in een Nederlandstalige vertaling van Liet Lenshoek (Onschuld) uitgevoerd in de KVS te Brussel onder regie van Alize Zandwijk. Een seizoen later volgde onder dezelfde regisseuse het stuk Het Laatste Vuur, uitgevoerd bij het Ro Theater.

## Prijzen, eerbewijzen
- 1991 Dramatistenprijs van de Hamburger Volksbühne voor Olgas Raum
- 1993 Speelsponsorprijs van het Goethe-Institut (voor Tätowierung in het Theater Oberhausen)
- 1993 Prijs van de Frankfurter Autorenstiftung
- 1993 "Nachwuchsdramatikerin des Jahres" (jonge toneelschrijfster van het jaar), geselecteerd door de vakjury van het theatermagazine Theater heute
- 1994 "Nachwuchsdramatikerin des Jahres" (jonge toneelschrijfster van het jaar), geselecteerd door de vakjury van het theatermagazine Theater heute
- 1995 Schiller-Gedächtnispreis, promotieprijs voor jonge toneelschrijvers
- 1997 Jakob-Michael-Reinhold-Lenz-Preis für Dramatik (voor Adam Geist)
- 1997 Gerrit-Engelke-Preis
- 1998 Mülheimer Dramatikerpreis (voor Adam Geist
- 2005 Else-Lasker-Schüler-Dramatikerpreis
- 2006 Bertolt Brecht Literatuurprijs
- 2008 Mülheimer Dramatikerpreis (voor Das letzte Feuer)
- 2008 "Stück des Jahres", voor Das letzte Feuere, geselecteerd door de vakjury van het theatermagazine Theater heute
- 2009 Berliner Literaturpreis
- 2009 Marieluise Fleißer-Preis
- 2013 Ludwig-Mülheims-Theaterpreis
- 2014 Stadsschrijver van Bergen
- 2017 Joseph-Breitbach-Preis
- 2020 Samuel-Bogumil-Linde-Preis, samen met Dorota Masłowska

## Werken

### Toneelstukken (selectie)
- Tätowierung (première: Ensemble Theater am Südstern, Berlijn, 1992)
- Olgas Raum (première: Ernst Deutsch Theater, Hamburg, 1992)
- Leviathan (première: Niedersächsisches Staatstheater, Hannover, 1993)
- Fremdes Haus (première: Niedersächsisches Staatstheater, Hannover, 1995)
- Adam Geist (première: Niedersächsisches Staatstheater, Hannover, 1998)
- Blaubart - Hoffnung der Frauen (première: Bayerisches Staatsschauspiel, München, 1997)
- Manhattan Medea (première: Steirischer Herbst, 1999)
- Berliner Geschichte (première: Niedersächsisches Staatstheater, Hannover, 2000)
- Klaras Verhältnisse (première: Burgtheater Wien, 2000)
- Der dritte Sektor (première: Thalia Theater, Hamburg, 2001)
- Magazin des Glücks (premières: Thalia Theater, Hamburg, 2001–2002)
- Unschuld (première: Thalia Theater, Hamburg, 2003)
- Das Leben auf der Praca Roosevelt (première: Thalia Theater, Hamburg, 2004)
- Quixote in der Stadt (première: Thalia Theater, Hamburg, 2005)
- Land ohne Worte (première: Münchner Kammerspiele, 2007)
- Das letzte Feuer (première: Thalia Theater, Hamburg, 2008)
- Diebe (première: Deutsches Theater Berlin, 2010)
- Am Schwarzen See (première: Deutsches Theater Berlin, 2012)
- Gaunerstück (première: Deutsches Theater Berlin, 2015)
- Bär im Universum (jeugdtheater) (première: Staatstheater Kassel, 2020)
- Frau Yamamoto ist noch da (première: Tokyo Engeki Ensemble TEE / Schauspielhaus Zürich, jeweils 2024)

### Libretti
- Licht (opera), muziek: Wolfgang Böhmer (première: Neuköllner Oper, Berlijn, 2004)
- Weine nicht, singe, muziek: Michael Wertmüller (première: Hamburgische Staatsoper, 2015)
- Diodati. Unendlich, muziek: Michael Wertmüller (première: Oper Basel, 2019)

### Proza
- Hundskopf, verschenen bij: Wallstein Verlag, Göttingen, 2005
- Bugatti taucht auf, Wallstein Verlag, Göttingen, 2012

- Bibsys: 7044264
- Bibliothèque nationale de France: cb13617818s (data)
- CiNii: DA08906646
- Gemeinsame Normdatei: 119393271
- International Standard Name Identifier: 0000 0001 1084 6905
- Library of Congress Control Number: nr95004621
- Bibliotheek van het Japanse parlement: 01060537
- Nationale Bibliotheek van Tsjechië: xx0021015
- Nationale Bibliotheek van Israël: 987007425248605171
- Nationale Bibliotheek van Polen: a0000001952861
- Nationale en Universitaire bibliotheek Zagreb: 000344781
- Nederlandse Thesaurus van Auteursnamen: 30230004X
- Réseau des bibliothèques de Suisse occidentale: 02-A009935003
- Système universitaire de documentation: 056587341
- Virtual International Authority File: 114223475
- WorldCat: E39PBJB4c8k6Jmc3P43X4whfv3